# Bílská radnice
Bílská radnice se nachází na Radničním náměstí v Bílsku-Bělé ve Slezském vojvodství v Polsku. Jedná se o novorenesanční stavbu postavenou místním architektem Emanuelem Rostem mladším v letech 1895–1897, která patří mezi nejdůležitější kulturní památky města. Je sídlem Městského úřadu, Zastupitelstva města a primátora.
Jelikož na sklonku 19. století město Bělá (Bílsko-Bělá vzniklo spojením dvou měst až roku 1951, radnice se nachází v někdejší Bělé) mělo sotva osm tisíc obyvatel, obrovská budova nové radnice byla pro potřeby magistrátu příliš velká. Kromě magistrátu tak v budově sídlila i městská spořitelna, městská policie s věznicí, Občanské sdružení a muzeum, v podkroví se navíc nacházely byly úřednické byty. Kvůli nedostatku místa v centru výstavba proběhla na prázdné ploše mimo tehdejší zástavbu.
Dvoupatrová budova radnice má obdélníkový tvar. Její celková plocha činí 1 278 m². Nejbohatěji vyzdoben je středový rizalit fasády. Medailony z představami včel (symboly pracovitosti) a socha Eiréné (řecká bohyně míru) s rohem hojnosti a malým Plútem (symbol bohatství) souvisejí s někdejší přítomností městské spořitelny. Rohová hodinová věž dosahuje výšky 52 m. Nikdy neplnila žádnou praktickou funkcí a měla pouze symbolický význam.
Nejhonosnější místností je zasedací sál rady v prvním patře s bohatou malířskou výzdobou. Původně se v ní nacházela portrétní galerie bělských starostů, ta byla však po roce 1945 odstraněna.